# Neocercophana
Neocercophana är ett släkte av fjärilar. Neocercophana ingår i familjen påfågelsspinnare.
Kladogram enligt Catalogue of Life:
| Neocercophana | \| \| Neocercophana canenilla \| \| \| \| \| \| Neocercophana philippii \| \| \| \| |
|               | \| \| Neocercophana canenilla \| \| \| \| \| \| Neocercophana philippii \| \| \| \| |
|               | Neocercophana canenilla                                                             |
|               |                                                                                     |
|               | Neocercophana philippii                                                             |
|               |                                                                                     |